# Marie de Saint-Juan
Pour les autres membres de la famille, voir Famille Desbiez de Saint-Juan.
Marie de Saint-Juan (nom complet : Marie-Françoise Desbiez de Saint-Juan) est une écrivaine française, née le 1er février 1822 à Beaune et morte le 2 avril 1890 au château de Salans, auteur d'ouvrages de piété, d'éducation, de littérature et d'un livre de cuisine "Les secrets de la cuisine d'amateur" publié en 1890 aux Éditions Hetzel qui connurent un certain succès. Amie et correspondante de Charles de Montalembert et du père dominicain Henri Lacordaire, elle fut la créatrice en son château de Salans d'un  salon littéraire. Elle contribua à la création et fut la secrétaire  du comité de patronage de l'ordre des dominicaines de Béthanie, fondé en 1866 par le père dominicain Jean-Joseph Lataste.

## Biographie

### Jeunesse
Née en 1822 dans une famille de la noblesse de Franche-Comté, elle est la fille du baron Charles de Saint-Juan (1785-1862), conseiller général du Doubs, et de Zoé Gravier de la Gelière, d'une famille noble de Bourgogne dont le père était maire de Beaune. Sœur cadette du poète Alexandre de Saint-Juan (1820-1863), par sa mère, elle se trouve être la cousine germaine de Marguerite de Blic.
Elle est dès son enfance au contact des arts et de la littérature, son père le baron Charles de Saint-Juan, membre de l'Académie des sciences, belles-lettres et arts de Besançon et de Franche-Comté et cofondateur du journal Le Francs-Comtois, recevant volontiers les artistes et les hommes de lettres  (dont Charles Nodier et Charles Weiss) en son hôtel particulier de Besançon et en son château de Salans (Jura),,.

### Créatrice d'un salon littéraire et musical au château de Salans
Tenant une place d'élite dans la société franc-comtoise par ses travaux littéraire, Marie de Saint-Juan était d'une érudition aussi variée qu'étendue. Auteur de plusieurs ouvrages fort estimés, elle fut notamment l'amie et la correspondante régulière de Charles de Montalembert et du père dominicain Henri Lacordaire, de Charles Weiss et d'Auguste Castan avec qui elle entretint pendant des années et jusqu'à sa mort une correspondance amicale. Elle créa un salon littéraire et musical en son château de Salans, où elle reçut de nombreuses personnalités, ce qui la fit surnommer la Madame de Sévigné franc-comtoise.
« Ses connaissances variées, sa vive intelligence, son esprit pétillant de saillies et surtout ses lettres familières qui sont de purs chefs-d'œuvre de bonne humeur et d'exquise malice, l'eussent fait briller partout si son amour pour son pays natal ne l'avait en quelque sorte confinée dans sa chère Franche-Comté ».

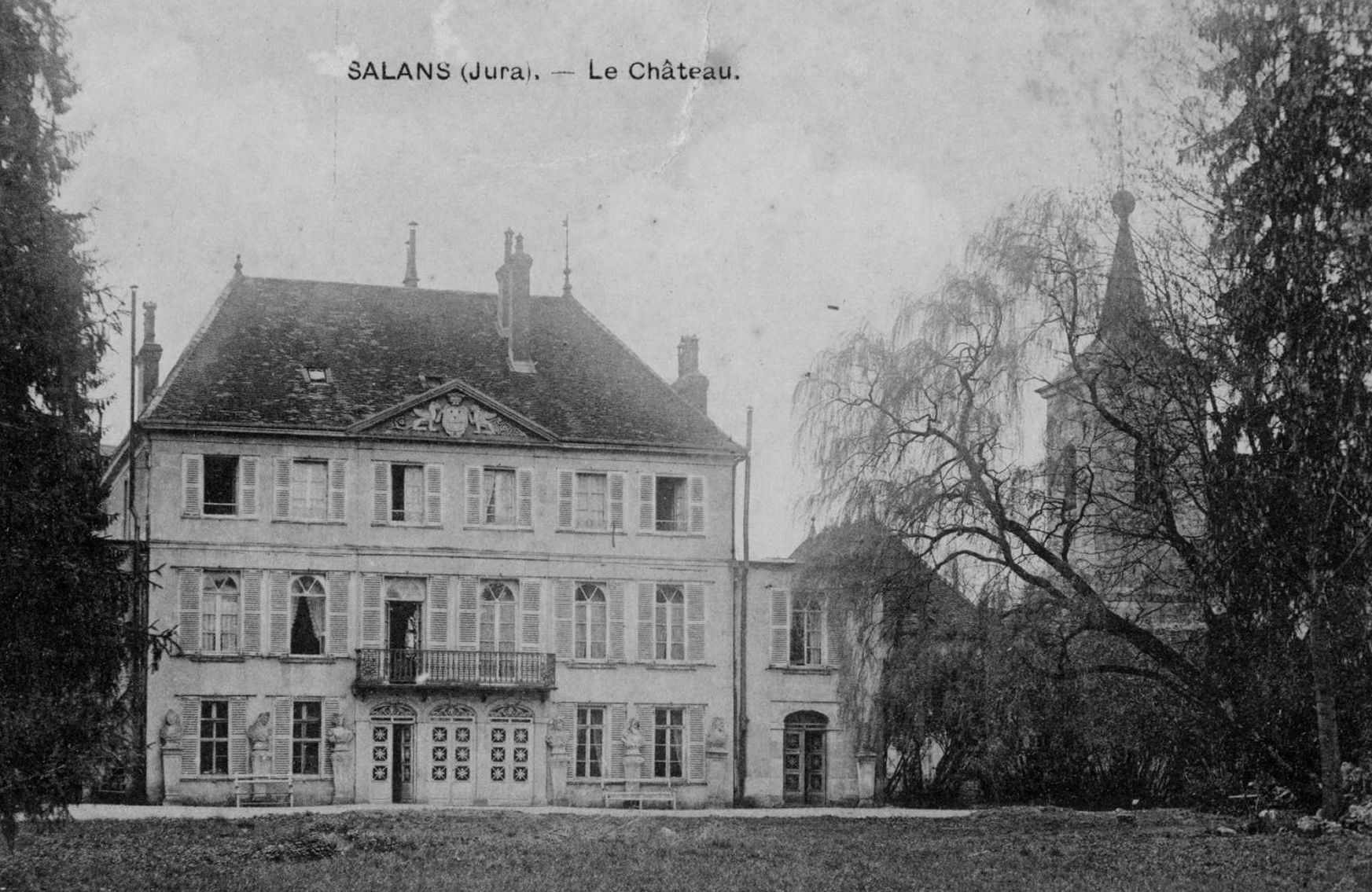
Château de Salans vers 1900
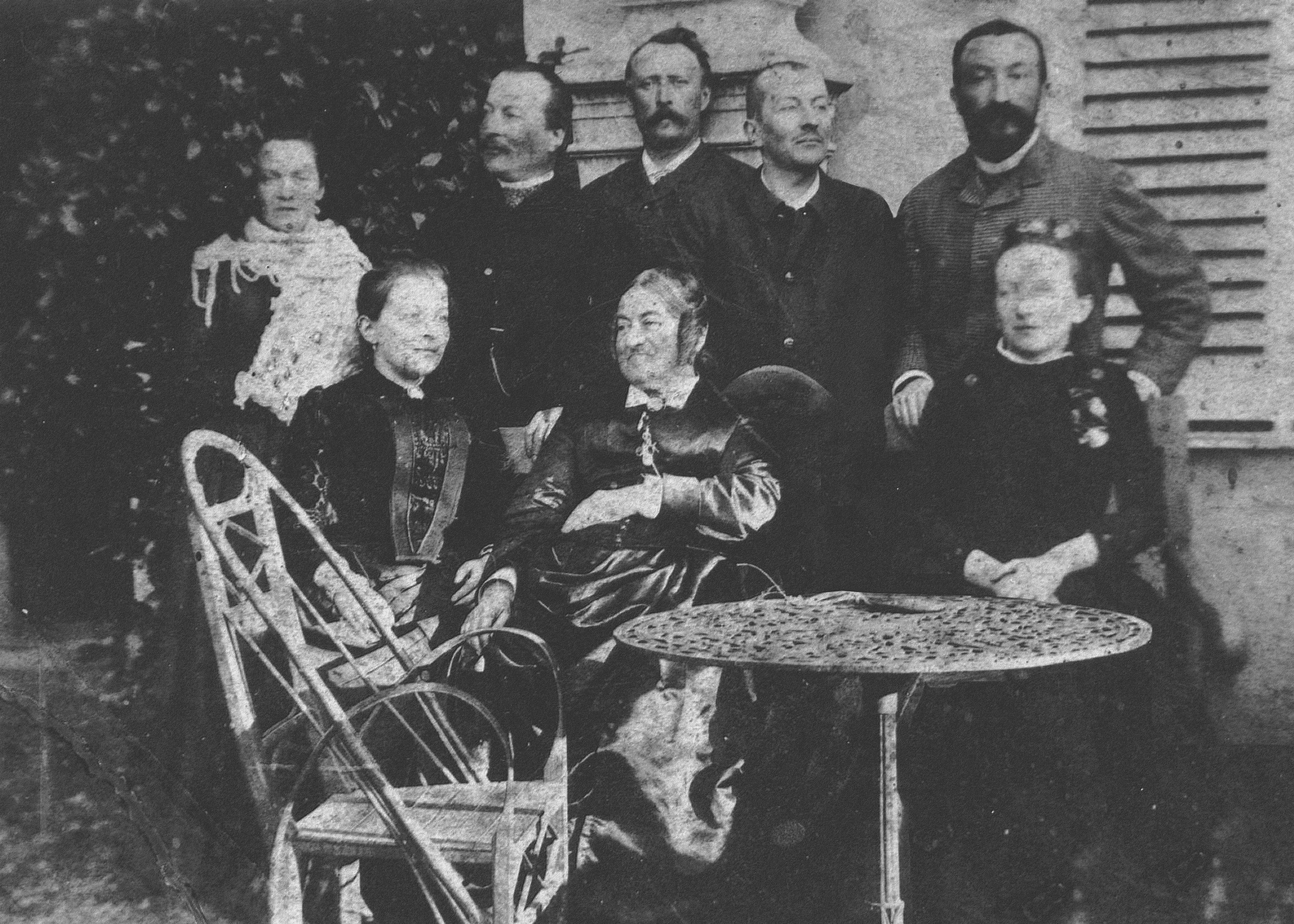
Marie de Saint-Juan entourée de ses neveux et nièces devant le château de Salans (Jura) en 1886.

### Engagement religieux dans l'ordre des dominicaines de Béthanie
Tertiaire des Fraternités laïques dominicaines comme sa cousine germaine Marguerite de Blic avec laquelle elle était très proche, Marie de Saint-Juan participa activement à la création de l'ordre des dominicaines de Béthanie dont elle fut la secrétaire du comité de patronage, fondé en 1866 par le prêtre dominicain Jean-Joseph Lataste, qui a pour vocation d’accueillir des femmes à leur sortie de prison et de leur permettre de devenir religieuses, sans distinction entre elles et les autres sœurs.
Elle fut la donatrice des vierges de Salans et de Durnes.
Marie de Saint-Juan mourut le 2 avril 1890 en son château de Salans, elle fut enterrée au cimetière des Chaprais à Besançon.

## Œuvres
Il lui arrivait de collaborer quelquefois avec son frère le poète Alexandre de Saint-Juan.
Elle fut l'auteur d'ouvrages de piété, d'éducation, de littérature  qui connurent un certain succès :
- La Source des seuls biens véritables, recueil de prières et d'instructions pieuses à l'usage du chrétien Prosper Diard, Paris (1852).
- La Source du vrai bonheur, recueil de lectures et de prières à l'usage des âmes pieuese Prosper Diard, Paris (1854).
- Conversations littéraires avec les jeunes personnes, ouvrage composé selon les principes chrétiens, Auguste Vaton, libraire-éditeur, Paris (1859)
- La lumière des jeunes âmes Ch. Douniol, Paris (1864)[16]

ainsi que d'un livre de cuisine publiée aux Éditions Hetzel :
- Les secrets de la cuisine d'amateur révélés aux jeunes maîtresses de maison, Hetzel, 1890.